# Liste der Stolpersteine in Hamburg-Harburg
Die Liste der Stolpersteine in Hamburg-Harburg enthält alle Stolpersteine, die im Rahmen des gleichnamigen Kunst-Projekts von Gunter Demnig in Hamburg-Harburg verlegt wurden. Mit ihnen soll Opfern des Nationalsozialismus gedacht werden, die in Hamburg-Harburg lebten und wirkten.
Diese Seite ist Teil der Liste der Stolpersteine in Hamburg, da diese mit insgesamt 7202 (Stand: Juni 2025)Steinen zu groß würde und deshalb je Stadtteil, in dem Steine verlegt wurden, eine eigene Seite angelegt wurde.
| Adresse                                    | Person(en)                                | Inschrift | Bilder | Anmerkung |
| ------------------------------------------ | ----------------------------------------- | --- | ------ | --- |
| Am Centrumshaus 1 ·                        | Laura Mosbach geb. Horwitz                | Hier wohnte Laura Mosbach geb. Horwitz Jg. 1876 deportiert 1941 Riga ermordet                                                                                                 |        | Eintrag auf stolpersteine-hamburg.de Ein weiterer Stolperstein befindet sich in Hamburg-Rotherbaum. |
| Am Wall 92 ·                               | Hugo Horwitz                              | Hier wohnte Hugo Horwitz Jg. 1897 verhaftet 1938 Sachsenhausen ermordet 9.5.1940                                                                                              |        | Eintrag auf stolpersteine-hamburg.de |
| Baererstraße 7 ·                           | Emil Führer                               | Hier wohnte Emil Führer Jg. 1902 im Widerstand/KPD verhaftet 7.7.1934 KZ Fuhlsbüttel 1943 Strafbataillon 999 tot an Spätfolgen                                                |        | Eintrag auf stolpersteine-hamburg.de |
| Barlachstraße 14 ·                         | Bertha Bunsat                             | Hier wohnte Bertha Bunsat Jg. 1890 eingewiesen 29.4.1937 Alsterdorfer Anstalten ‚verlegt‘ 16.8.1943 Heilanstalt am Steinhof ermordet 26.11.1944                               |        | Eintrag auf stolpersteine-hamburg.de |
| Bennigsenstraße 34 ·                       | Herta Schlaugat                           | Hier wohnte Herta Schlaugat Jg. 1906 eingewiesen Rotenburger Anstalten ‚verlegt‘ 1941 Heilanstalt Weilmünster ermordet 9.1.1943                                               |        | Eintrag auf stolpersteine-hamburg.de |
| Bleicherweg 2 ·                            | Ernst Rosenschein                         | Hier wohnte Ernst Rosenschein Jg. 1897 deportiert 1941 Minsk ermordet |        | Eintrag auf stolpersteine-hamburg.de |
| Bleicherweg 2 ·                            | Johanna Rosenschein geb. Mannheim         | Hier wohnte Johanna Rosenschein geb. Mannheim Jg. 1867 deportiert 1942 Theresienstadt Minsk 1942 ermordet                                                                     |        | Eintrag auf stolpersteine-hamburg.de |
| Bornemannstraße 8 ·                        | Karl Karcz                                | Hier wohnte Karl Karcz Jg. 1881 im Widerstand/SPD von SA angeschssen 7.2.1933 tot 10.4.1933                                                                                   |        | Eintrag auf stolpersteine-hamburg.de Ein weiterer Stolperstein befindet sich am Herbert-und-Greta-Wehner-Platz. |
| Bremer Straße 3 ·                          | Berl Löwi                                 | Hier wohnte Berl Löwi Jg. 1898 Flucht 1939 Belgien interniert Drancy deportiert 1943 ermordet in Auschwitz                                                                    |        | Eintrag auf stolpersteine-hamburg.de |
| Bremer Straße 3 ·                          | Szaja Neuwirth                            | Hier wohnte Szaja Neuwirth Jg. 1885 deportiert 1941 Minsk ??? |        | Eintrag auf stolpersteine-hamburg.de |
| Bremer Straße 32 ·                         | Helmut Bartsch                            | Hier wohnte Dr. Helmut Bartsch Jg. 1895 gedemütigt/entrechtet Flucht in den Tod 30.6.1935                                                                                     |        | Eintrag auf stolpersteine-hamburg.de |
| Bremer Straße 33 ·                         | Heinrich Seifert                          | Hier wohnte Heinrich Seifert Jg. 1905 verhaftet ‚Wehrkraftzersetzung‘ Zuchthaus Brandenburg hingerichtet 4.8.1944                                                             |        | Eintrag auf stolpersteine-hamburg.de |
| Bremer Straße 67 ·                         | Johanna Gmur                              | Hier wohnte Johanna Gmur Jg. 1897 eingewiesen 1933 Heilanstalt Lüneburg 1937 Alsterdorfer Anstalten ‚verlegt‘ 1943 Heilanstalt Am Steinhof/Wien tot 25.8.1945                 |        | Eintrag auf stolpersteine-hamburg.de |
| Bremer Straße 103a ·                       | Chaja Ester Schulz geb. Rappaport         | Hier wohnte Chaja Ester Schulz geb. Rappaport Jg. 1894 ‚Polenaktion‘ 1938 Bentschen/Zbaszyn ermordet im besetzten Polen                                                       |        | Eintrag auf stolpersteine-hamburg.de |
| Bremer Straße 103a ·                       | Meier Schulz                              | Hier wohnte Meier Schulz Jg. 1889 ‚Polenaktion‘ 1938 Bentschen/Zbaszyn ermordet im besetzten Polen                                                                            |        | Eintrag auf stolpersteine-hamburg.de |
| Bremer Straße 103a ·                       | Nathan Naftalie Schulz                    | Hier wohnte Nathan Naftalie Schulz Jg. 1930 ‚Polenaktion‘ 1938 Bentschen/Zbaszyn ermordet im besetzten Polen                                                                  |        | Eintrag auf stolpersteine-hamburg.de |
| Brunsstraße 10 ·                           | Charlotte Stempel geb. Fischer            | Hier wohnte Charlotte Stempel geb. Fischer Jg. 1881 deportiert 1942 ermordet in Auschwitz                                                                                     |        | Eintrag auf stolpersteine-hamburg.de |
| Brunsstraße 10 ·                           | Leo Stempel                               | Hier wohnte Leo Stempel Jg. 1904 deportiert ermordet im besetzten Polen |        | Eintrag auf stolpersteine-hamburg.de |
| Bunatwiete 3 ·                             | Mimi Weile                                | Hier wohnte Mimi Weile geb. Hedemann Jg. 1895 gedemütigt/entrechtet Flucht in den Tod 18.12.1941                                                                              |        | Eintrag auf stolpersteine-hamburg.de |
| Buxtehuder Straße (Parkhaus) ·             | Albrecht Garbers                          | Hier wohnte Albrecht Garbers Jg. 1915 eingewiesen 1943 Heilanstalt Langenhorn 'verlegt' 16.12.1943 Ricklinger Anstalten ermordet 27.7.1944                                    |        | Eintrag auf stolpersteine-hamburg.de |
| Deichhausweg 2 ·                           | Felix Plewa                               | Hier wohnte Felix Plewa Jg. 1906 im Widerstand hingerichtet 9.3.1943 Berlin-Plötzensee                                                                                        |        | Eintrag auf stolpersteine-hamburg.de |
| Deichhausweg 12 ·                          | Johanna Hinrichs                          | Hier wohnte Johanna Hinrichs geb. Hesse Jg. 1887 verhaftet 1942 Ravensbrück ermordet Mai 1942                                                                                 |        | Eintrag auf stolpersteine-hamburg.de |
| Denickestraße 6 ·                          | Erna Lackmann                             | Hier wohnte Erna Lackmann Jg. 1911 eingewiesen 1943 ‚Heilanstalt‘ Am Steinhof/Wien ermordet 10.3.1945                                                                         |        | Eintrag auf stolpersteine-hamburg.de |
| Denickestraße 10 ·                         | Walter Krieg                              | Hier wohnte Walter Krieg Jg. 1894 eingewiesen Heilanstalt Lüneburg ‚verlegt‘ 22.4.1941 Heilanstalt Herborn 16.6.1941 Hadamar ermordet 16.6.1941 Aktion T4                     |        | Eintrag auf stolpersteine-hamburg.de |
| Eddelbüttelstraße 7 ·                      | Hermann Hossfeld                          | Hier wohnte Hermann Hossfeld Jg. 1905 im Widerstand verhaftet 4.8.1933 Gefängnis Harburg 1934 Zuchthaus Hameln entlassen 4.5.1934 1943 Strafbataillon 999 Schicksal unbekannt |        | Eintrag auf stolpersteine-hamburg.de |
| Eddelbüttelstraße 24 ·                     | Willi Milke                               | Hier wohnte Willi Milke Jg. 1896 Widerstandskämpfer Freitod 12.1.1944 nach Todesurteil                                                                                        |        | Eintrag auf stolpersteine-hamburg.de Ein weiterer Stolperstein befindet sich in der Wilstorfer Straße Phoenix Tor 4 |
| Eddelbüttelstraße 35 ·                     | Anna Zinke                                | Hier wohnte Anna Zinke geb. Meyer Jg. 1884 eingewiesen 1941 Heilanstalt Langenhorn ‚verlegt‘ 29.6.1943 Heilanstalt Hadamar ermordet 6.7.1944                                  |        | Eintrag auf stolpersteine-hamburg.de |
| Eißendorfer Straße 23 ·                    | Hella Beer                                | Hier lernte Hella Beer Jg. 1923 Flucht 1940 Belgien interniert Mechelen deportiert 1943 ermordet in Auschwitz                                                                 |        | Eintrag auf stolpersteine-hamburg.de Der Stolperstein liegt Eißendorfer Straße 26 vor dem Eingang der Stadtteilschule. Ein weiterer Stolperstein befindet sich an der Julius-Ludowieg-Straße 48.                                                             |
| Eißendorfer Straße 55 ·                    | Gustav Wagener                            | Hier wohnte Gustav Wagener Jg. 1924 eingewiesen 1927 Alsterdorfer Anstalten 1943 ‚verlegt‘ Heilanstalt Eichberg ermordet 31.8.1944 Heilanstalt Weilmünster                    |        | Eintrag auf stolpersteine-hamburg.de |
| Eißendorfer Straße 79 ·                    | Willi Böttcher                            | Hier wohnte Willi Böttcher Jg. 1899 verhaftet Okt. 1942 ‚Rundfunkverbrechen‘ 1943 Gefangenenlager Griebo ermordet 27.4.1943                                                   |        | Eintrag auf stolpersteine-hamburg.de Ein weiterer Stolperstein befindet sich Wilstorfer Straße Tor 4 |
| Gazertstraße 19a–c (eh. Sternstraße 29a) · | Paul Robert Reinke                        | Hier wohnte Paul R. Reinke Jg. 1896 im Widerstand verhaftet Sept. 1937 Gefängnis Fuhlsbüttel ermordet 25.11.1937                                                              |        | Eintrag auf stolpersteine-hamburg.de |
| Gazertstraße 21a ·                         | Otto Petrich                              | Hier wohnte Otto Petrich Jg. 1913 im Widerstand/KPD verhaftet 25.11.1937 1938 Zuchthaus Bremen-Oslebshausen ermordet 20.7.1944                                                |        | Eintrag auf stolpersteine-hamburg.de |
| Gerade Straße 17 ·                         | Walter Zeinhofer                          | Hier wohnte Walter Zeinhofer Jg. 1905 entrechtet/gedemütigt verhaftet 1942 Zuchthaus Hameln ermordet 20.1.1945                                                                |        | Eintrag auf stolpersteine-hamburg.de |
| Großer Schippsee 15 ·                      | Marie Przywarra                           | Hier wohnte Marie Przywarra Jg. 1898 eingewiesen 1911 Rotenburger Anstalten ‚verlegt' 1941 Heilanstalt Weilmünster ermordet 24.8.1944                                         |        | Eintrag auf stolpersteine-hamburg.de Der Stolperstein liegt mittig am Beginn der Straße Großer Schippsee. |
| Großer Schippsee 34 ·                      | Else Daltrop geb. Baruch                  | Hier wohnte Else Daltrop geb. Baruch Jg. 1887 deportiert 1941 Łodz ??? |        | Eintrag auf stolpersteine-hamburg.de |
| Großer Schippsee 34 ·                      | Fritz Daltrop                             | Hier wohnte Fritz Daltrop Jg. 1915 tot in Heilanstalt Brandenburg |        | Eintrag auf stolpersteine-hamburg.de |
| Großer Schippsee 34 ·                      | Theodor Daltrop                           | Hier wohnte Theodor Daltrop Jg. 1881 deportiert 1941 Łodz ??? |        | Eintrag auf stolpersteine-hamburg.de |
| Großer Schippsee 44 ·                      | Anna Kaufmann geb. Goldschmidt            | Hier wohnte Anna Kaufmann geb. Goldschmidt Jg. 1889 deportiert 1942 ermordet in Riga                                                                                          |        | Eintrag auf stolpersteine-hamburg.de |
| Großmoordamm (Ecke Hörstener Straße) ·     | Ernst Frehe                               | Hier wohnte Ernst Frehe Jg. 1906 eingewiesen 1941 Heilanstalt Langenhorn Heilanstalt Weilmünster 'verlegt' 22.4.1944 Heilanstalt Hadamar 8.5.1944                             |        | Eintrag auf stolpersteine-hamburg.de |
| Haeckelstraße 10 ·                         | Edith Birnberg geb. Weitz                 | Hier wohnte Edith Birnberg geb. Weitz Jg. 1901 Umzug 1930 Belgien interniert Mechelen deportiert 1943 ermordet in Auschwitz                                                   |        | Eintrag auf stolpersteine-hamburg.de |
| Harburger Rathausstraße 27 ·               | Minna Bachrach                            | Hier wohnte Minna Bachrach Jg. 1863 deportiert 1942 Theresienstadt ermordet 7.8.1942                                                                                          |        | Eintrag auf stolpersteine-hamburg.de Der Stolperstein liegt vor Nr. 18. |
| Harburger Rathausstraße 45 ·               | Gertrude Grünfeld geb. Horwitz            | Hier wohnte Gertrude Grünfeld geb. Horwitz Jg. 1898 deportiert 1942 ermordet in Piaski                                                                                        |        | Eintrag auf stolpersteine-hamburg.de |
| Harburger Rathausstraße 45 ·               | Elfriede Horwitz                          | Hier wohnte Elfriede Horwitz Jg. 1904 deportiert 1942 Theresienstadt 1943 Auschwitz ermordet                                                                                  |        | Eintrag auf stolpersteine-hamburg.de |
| Harburger Rathausstraße 45 ·               | Johanna Horwitz geb. Bachenheimer         | Hier wohnte Johanna Horwitz geb. Bachenheimer Jg. 1869 deportiert 1942 Theresienstadt ermordet 9.4.1944                                                                       |        | Eintrag auf stolpersteine-hamburg.de |
| Harburger Rathausstraße 45 ·               | Kurt Horwitz                              | Hier wohnte Kurt Horwitz Jg. 1900 deportiert 1942 ermordet in Majdanek |        | Eintrag auf stolpersteine-hamburg.de |
| Harburger Ring 8 ·                         | Erich Kromberg                            | Hier wohnte Erich Kromberg Jg. 1910 im Widerstand verhaftet 1933 Zuchthaus Hannover 1943 Strafbataillon 999 tot 9.1.1945 Kroatien                                             |        | Eintrag auf stolpersteine-hamburg.de |
| Harburger Ring 8 ·                         | Wilhelm Waltereit                         | Hier wohnte Wilhelm Waltereit Jg. 1893 mehrmals verhaftet zuletzt 1939 KZ Fuhlsbüttel ermordet 3.3.1941 Sachsenhausen                                                         |        | Eintrag auf stolpersteine-hamburg.de |
| Harburger Ring 8 ·                         | Elli Wichmann                             | Hier wohnte Elli Wichmann Jg. 1918 eingewiesen 1934 Rotenburger Anstalten 1941 Heilanstalt Günzburg ‚verlegt‘ 1943 Heilanstalt Kaufbeuren ermordet 14.3.1944                  |        | Eintrag auf stolpersteine-hamburg.de |
| Harburger Schloßstraße 2 ·                 | Karl Prignitz                             | Hier wohnte Karl Prignitz Jg. 1880 verhaftet Sept. 1943 ‚Wehrkraftzersetzung‘ KZ Fuhlsbüttel befreit tot an Haftfolgen                                                        |        | Eintrag auf stolpersteine-hamburg.de |
| Hastedtplatz 15 ·                          | Olga Baruch geb. Phillip                  | Hier wohnte Olga Baruch geb. Phillip Jg. 1869 deportiert 1942 Theresienstadt 1942 Treblinka ermordet                                                                          |        | Eintrag auf stolpersteine-hamburg.de |
| Hastedtplatz 15 ·                          | Philipp Baruch                            | Hier wohnte Philipp Baruch Jg. 1860 deportiert 1942 Theresienstadt 1943 Treblinka ermordet                                                                                    |        | Eintrag auf stolpersteine-hamburg.de |
| Hastedtstraße 20 ·                         | Franziska Joseph geb. Horwitz             | Hier wohnte Franziska Joseph geb. Horwitz Jg. 1890 deportiert 1941 Łodz/Litzmannstadt ermordet 15.5.1942                                                                      |        | Eintrag auf stolpersteine-hamburg.de |
| Hastedtstraße 42 ·                         | Alfred Gordon                             | Hier wohnte Alfred Gordon Jg. 1886 deportiert 1941 Łodz ermordet |        | Eintrag auf stolpersteine-hamburg.de |
| Herbert-und-Greta-Wehner-Platz ·           | Karl Karcz                                | Karl Karcz Jg. 1881 im Widerstand/SPD von SA angeschossen 7.2.1933 tot an den Folgen 10.4.1933                                                                                |        | Eintrag auf stolpersteine-hamburg.de Ein weiterer Stolperstein befindet sich Bornemannstraße 8. |
| Herbert-und-Greta-Wehner-Platz ·           | Martin Leuschel                           | Hier wohnte Martin Leuschel Jg. 1905 im Widerstand von SA erschossen 7.2.1933                                                                                                 |        | Eintrag auf stolpersteine-hamburg.de |
| Hölertwiete 6 ·                            | Henny Troplowitz geb. Rosenbaum           | Hier wohnte Henny Troplowitz geb. Rosenbaum Jg. 1865 deportiert 1942 Theresienstadt ermordet 7.2.1943                                                                         |        | Eintrag auf stolpersteine-hamburg.de |
| Hölertwiete 8 ·                            | Hertha Künstlinger geb. Burchard          | Hier wohnte Hertha Künstlinger geb. Burchard Jg. 1891 deportiert 1942 ermordet in Auschwitz                                                                                   |        | Eintrag auf stolpersteine-hamburg.de |
| Hölertwiete 8 ·                            | Clotilde Neufeld geb. Baumann             | Hier wohnte Clotilde Neufeld geb. Baumann Jg. 1862 deportiert 1942 Theresienstadt ermordet 23.2.1943                                                                          |        | Eintrag auf stolpersteine-hamburg.de |
| Hölertwiete 8 ·                            | Hans Neufeld                              | Hier wohnte Hans Neufeld Jg. 1886 deportiert 1945 Theresienstadt tot an den Folgen 18.5.1945                                                                                  |        | Eintrag auf stolpersteine-hamburg.de |
| Hölertwiete 8 ·                            | Julius Neufeld                            | Hier wohnte Julius Neufeld Jg. 1860 deportiert 1942 Theresienstadt ermordet 24.12.1942                                                                                        |        | Eintrag auf stolpersteine-hamburg.de |
| Julius-Ludowieg-Straße 31 ·                | Ursula Bohmann                            | Hier wohnte Ursula Bohmann Jg. 1935 eingewiesen 1943 ‚Heilanstalt‘ Eichberg ermordet 28.9.1943                                                                                |        | Eintrag auf stolpersteine-hamburg.de |
| Julius-Ludowieg-Straße 48 ·                | Hella Beer                                | Hier wohnte Hella Beer Jg. 1923 Flucht/Belgien Lager Mechelen deportiert 1943 Auschwitz ???                                                                                   |        | Eintrag auf stolpersteine-hamburg.de Ein weiterer Stolperstein befindet sich an der Eißendorfer Straße 26. |
| Julius-Ludowieg-Straße 48 ·                | Robert Beer                               | Hier wohnte Robert Beer Jg. 1894 Flucht/Belgien Lager Mechelen deportiert 1943 Auschwitz ???                                                                                  |        | Eintrag auf stolpersteine-hamburg.de |
| Julius-Ludowieg-Straße 48 ·                | Salka Beer geb. Stapelfeld                | Hier wohnte Salka Beer geb. Stapelfeld Jg. 1896 Flucht/Belgien Lager Mechelen deportiert 1943 Auschwitz                                                                       |        | Eintrag auf stolpersteine-hamburg.de |
| Kalischerstraße 2 ·                        | Otto Goetzke                              | Hier wohnte Otto Goetzke Jg. 1890 im Widerstand/KPD verhaftet 23.10.1942 KZ Fuhlsbüttel Gefängnis Holstenglacis 1944 Zuchthaus Celle Zuchthaus Bützow ermordet                |        | Eintrag auf stolpersteine-hamburg.de |
| Kalischerstraße 3 ·                        | Max Neubacher                             | Hier wohnte Max Neubacher Jg. 1894 Spanienkämpfer tot 10.1.1938 |        | Eintrag auf stolpersteine-hamburg.de |
| Kalischerstraße 20 ·                       | Chaim Isaak Berger                        | Hier wohnte Chaim Isaak Berger Jg. 1884 ‚Polenaktion‘ 1938 Bentschen/Zbaszyn ermordet im besetzten Polen                                                                      |        | Eintrag auf stolpersteine-hamburg.de |
| Kalischerstraße 20 ·                       | Debora Berger geb. Kornreich              | Hier wohnte Debora Berger geb. Kornreich Jg. 1887 ‚Polenaktion‘ 1938 Bentschen/Zbaszyn ermordet im besetzten Polen                                                            |        | Eintrag auf stolpersteine-hamburg.de |
| Kalischerstraße 20 ·                       | Manfred Berger                            | Hier wohnte Manfred Berger Jg. 1923 ‚Polenaktion‘ 1938 Bentschen/Zbaszyn ermordet im besetzten Polen                                                                          |        | Eintrag auf stolpersteine-hamburg.de |
| Kalischerstraße 22 ·                       | Heinrich Ahrens                           | Hier wohnte Heinrich Ahrens Jg. 1906 verhaftet Juli 1942 ‚Hochverrat und Wehrkraftzersetzung‘ Marinegericht Bordeaux Todesurteil 20.5.1943 erschossen 9.7.1943                |        | Eintrag auf stolpersteine-hamburg.de |
| Konsul-Renck-Straße 1 ·                    | Elisabeth Goldberg geb. Simon             | Hier wohnte Elisabeth Goldberg geb. Simon Jg. 1882 ausgewiesen 1938 nach Zbaszyn Schicksal ???                                                                                |        | Eintrag auf stolpersteine-hamburg.de |
| Konsul-Renck-Straße 1 ·                    | Erna Goldberg                             | Hier wohnte Erna Goldberg Jg. 1909 ausgewiesen 1938 nach Zbaszyn Schicksal ???                                                                                                |        | Eintrag auf stolpersteine-hamburg.de |
| Konsul-Renck-Straße 1 ·                    | Hirsch Goldberg                           | Hier wohnte Hirsch Goldberg Jg. 1878 ausgewiesen 1938 nach Zbaszyn Schicksal ???                                                                                              |        | Eintrag auf stolpersteine-hamburg.de |
| Konsul-Renck-Straße 4 ·                    | Chana Goldberg                            | Hier wohnte Chana Anna Goldberg Jg. 1890 ausgewiesen nach Zbaszyn Schicksal ???                                                                                               |        | Eintrag auf stolpersteine-hamburg.de |
| Kroosweg 1 ·                               | Minna Meyer geb. Kaiser                   | Hier wohnte Minna Meyer geb. Kaiser Jg. 1864 deportiert 1941 Minsk ermordet                                                                                                   |        | Eintrag auf stolpersteine-hamburg.de |
| Kroosweg 1 ·                               | Alfred Schloss                            | Hier wohnte Alfred Schloss Jg. 1890 deportiert 1941 Minsk ermordet |        | Eintrag auf stolpersteine-hamburg.de |
| Kroosweg 1 ·                               | Edith Schloss                             | Hier wohnte Edith Schloss Jg. 1925 deportiert 1941 Minsk ermordet |        | Eintrag auf stolpersteine-hamburg.de |
| Kroosweg 1 ·                               | Feodore Schloss geb. Meyer                | Hier wohnte Feodore Schloss geb. Meyer Jg. 1890 deportiert 1941 Minsk ermordet                                                                                                |        | Eintrag auf stolpersteine-hamburg.de |
| Kroosweg 1 ·                               | Werner Schloss                            | Hier wohnte Werner Schloss Jg. 1921 deportiert 1941 Minsk ermordet |        | Eintrag auf stolpersteine-hamburg.de |
| Kroosweg 10 ·                              | David Linden                              | Hier wohnte David Linden Jg. 1886 verhaftet 1939 Sachsenhausen ermordet 12.4.1940                                                                                             |        | Eintrag auf stolpersteine-hamburg.de |
| Kroosweg 32 ·                              | John Franz                                | Hier wohnte John Franz Jg. 1885 verhaftet 1939 KZ Fuhlsbüttel ermordet 11.3.1945 Zuchthaus Celle                                                                              |        | Eintrag auf stolpersteine-hamburg.de |
| Krummholzberg 2 ·                          | Wilhelm Lührsen                           | Hier wohnte Wilhelm Lührsen Jg. 1904 im Widerstand verhaftet 1934 Fuhlsbüttel 1943 Strafbataillon 999 tot Jan. 1945 Griechenland                                              |        | Eintrag auf stolpersteine-hamburg.de |
| Krummholzberg 2 ·                          | Harry Naujoks                             | Hier wohnte Harry Naujoks Jg. 1901 verhaftet Aug. 1933 Sachsenhausen befreit/überlebt                                                                                         |        | Eintrag auf stolpersteine-hamburg.de |
| Krummholzberg 2 ·                          | Henry Naujoks                             | Hier wohnte Henry Naujoks Jg. 1896 verhaftet 1934 Zuchthaus Fuhlsbüttel tot 23.1.1945                                                                                         |        | Eintrag auf stolpersteine-hamburg.de Bruder von Harry Naujoks |
| Küchgarten 8 ·                             | Charlotte Danziger                        | Hier wohnte Charlotte Danziger Jg. 1877 1941 KZ Fuhlsbüttel deportiert 1941 Łodz ermordet 25.1.1942                                                                           |        | Eintrag auf stolpersteine-hamburg.de Ein weiterer Stolperstein befindet sich in Hamburg-Eppendorf. |
| Küchgarten 21 ·                            | Karl Steffen                              | Hier wohnte Karl Steffen Jg. 1884 gedemütigt/entrechtet verhaftet Untersuchungsgefängnis Hamburg Flucht in den Tod 15.10.1942                                                 |        | Eintrag auf stolpersteine-hamburg.de |
| Lassallestraße 42 ·                        | Otto Dreier                               | Hier wohnte Otto Dreier Jg. 1880 im Widerstand verhaftet 1942 Zuchthaus Fuhlsbüttel tot an Haftfolgen 6.7.1946                                                                |        | Eintrag auf stolpersteine-hamburg.de |
| Lüneburger Straße 2 ·                      | Max Marcus                                | Hier wohnte Max Marcus Jg. 1872 deportiert 1942 Theresienstadt 1942 Treblinka ermordet                                                                                        |        | Eintrag auf stolpersteine-hamburg.de |
| Lüneburger Straße 2 ·                      | Franziska Simon                           | Hier wohnte Franziska Simon geb. Marcus Jg. 1877 deportiert 1942 Theresienstadt ermordet 25.8.1942                                                                            |        | Eintrag auf stolpersteine-hamburg.de |
| Lüneburger Straße 2 ·                      | Elsa Traub geb. Markus                    | Hier wohnte Elsa Traub geb. Markus Jg. 1883 deportiert 1941 Łodz/Litzmannstadt ermordet Mai 1942 Chelmno/Kulmhof                                                              |        | Eintrag auf stolpersteine-hamburg.de |
| Lüneburger Straße 21 ·                     | Leopold Levy Meier                        | Hier wohnte Leopold Levy Meier Jg. 1892 deportiert 1942 ermordet in Minsk |        | Eintrag auf stolpersteine-hamburg.de |
| Lüneburger Straße 21 ·                     | Elisabeth Henriette Pommerantz geb. Meier | Hier wohnte Elisabeth Henriette Pommerantz geb. Meier Jg. 1893 Flucht ermordet in Zasavica 13.10.1941                                                                         |        | Eintrag auf stolpersteine-hamburg.de |
| Lüneburger Straße 21 ·                     | Jost Pommerantz                           | Hier wohnte Jost Pommerantz Jg. 1928 ermordet in Jugoslawien |        | Eintrag auf stolpersteine-hamburg.de |
| Lüneburger Straße 21 ·                     | Max Pommerantz                            | Hier wohnte Max Pommerantz Jg. 1888 Flucht ermordet in Zasavica 13.10.1941 |        | Eintrag auf stolpersteine-hamburg.de |
| Lüneburger Straße 25 ·                     | Walter Kurt Horwitz                       | Hier arbeitete Walter Kurt Horwitz Jg. 1893 deportiert 1941 Minsk ermordet |        | Eintrag auf stolpersteine-hamburg.de Ein weiterer Stolperstein befindet sich in Hamburg-Rotherbaum. |
| Lüneburger Straße 26 ·                     | Max Stein                                 | Hier wohnte Max Stein Jg. 1870 1933 Zwangsverkauf des Geschäftes eingewiesen 22.12.1936 Krankenhaus Harburg ‚verlegt‘ 24.12.1936 Heilanstalt Lüneburg tot 17.4.1937           |        | Eintrag auf stolpersteine-hamburg.de Ein weiterer Stolperstein befindet sich in Hamburg-Altstadt. Der Stolperstein liegt vor Nr. 28. |
| Lüneburger Straße 28 ·                     | Ferdinand Strompf                         | Hier wohnte Ferdinand Strompf Jg. 1878 deportiert 1943 Theresienstadt ermordet 2.6.1944                                                                                       |        | Eintrag auf stolpersteine-hamburg.de |
| Lüneburger Straße 28 ·                     | Hedwig Strompf geb. Daltrop               | Hier wohnte Hedwig Strompf geb. Daltrop Jg. 1890 deportiert 1943 Theresienstadt 1944 Auschwitz                                                                                |        | Eintrag auf stolpersteine-hamburg.de |
| Lüneburger Straße 35 ·                     | Henny Hansen geb. Daltrop                 | Hier wohnte Henny Hansen geb. Daltrop Jg. 1889 deportiert 1941 ermordet in Minsk                                                                                              |        | Eintrag auf stolpersteine-hamburg.de |
| Lüneburger Straße 44 ·                     | Georg Cohn                                | Hier wohnte Georg Cohn Jg. 1887 verhaftet 1943 KZ Fuhlsbüttel deportiert Auschwitz ermordet 14.9.1943                                                                         |        | Eintrag auf stolpersteine-hamburg.de |
| Lüneburger Straße 46 ·                     | Erna Perls geb. Levy                      | Hier wohnte Erna Perls geb. Levy Jg. 1882 deportiert 1942 Theresienstadt 1944 Auschwitz ermordet                                                                              |        | Eintrag auf stolpersteine-hamburg.de |
| Lüneburger Straße 48 ·                     | Selma Cain                                | Hier wohnte Selma Cain Jg. 1884 deportiert 1941 Łodz/Litzmannstadt ermordet 30.11.1941                                                                                        |        | Eintrag auf stolpersteine-hamburg.de |
| Maretstraße 17 ·                           | Helene Jakobsen                           | Hier wohnte Helene Jakobsen Jg. 1893 eingewiesen 1937 Alsterdorfer Anstalten 1943 ‚verlegt‘ Heilanstalt Am Steinhof/Wien ermordet 17.7.1944                                   |        | Eintrag auf stolpersteine-hamburg.de |
| Maretstraße 45 ·                           | Wilhelm Brunke                            | Hier wohnte Pater Wilhelm Brunke Jg. 1903 verhaftet 30.11.1940 Verstoß gegen ‚Lebensmittelgesetz‘ 1940 Erziehungslager Breitenau 1941 Dachau ermordet 5.8.1942                |        | Eintrag auf stolpersteine-hamburg.de Ein weiterer Stolperstein befindet sich in Mannheim. |
| Maretstraße 50 ·                           | Horst Aschoff                             | Hier wohnte Horst Aschoff Jg. 1930 eingewiesen 17.3.1934 Rotenburger Anstalten ‚verlegt‘ 9.10.1941 Heilanstalt Lüneburg ermordet 12.1.1944                                    |        | Eintrag auf stolpersteine-hamburg.de |
| Maretstraße 63 ·                           | Georg Einhaus                             | Hier wohnte Georg Einhaus Jg. 1898 im Widerstand verhaftet 1933 Gefängnis Harburg 1935 Gefängnis Berlin-Tegel tot an Haftfolgen                                               |        | Eintrag auf stolpersteine-hamburg.de |
| Marienstraße 38 ·                          | Gerda Wittkowsky                          | Hier wohnte Gerda Wittkowski Jg. 1933 deportiert 1943 Theresienstadt 1944 Auschwitz ermordet                                                                                  |        | Eintrag auf stolpersteine-hamburg.de |
| Marienstraße 38 ·                          | Heinz Wittkowsky                          | Hier wohnte Heinz Wittkowski Jg. 1930 deportiert 1943 Theresienstadt 1944 Auschwitz ermordet                                                                                  |        | Eintrag auf stolpersteine-hamburg.de Ein weiterer Stolperstein befindet sich in Hamburg-Rotherbaum. |
| Marienstraße 38 ·                          | Richard Wittkowsky                        | Hier wohnte Richard Wittkowsky Jg. 1880 deportiert 1943 Theresienstadt ermordet 29.2.1944                                                                                     |        | Eintrag auf stolpersteine-hamburg.de |
| Marienstraße 62 ·                          | Günther Eichler                           | Hier wohnte Günther Eichler Jg. 1934 eingewiesen 1938 Alsterdorfer Anstalten 1943 ‚verlegt‘ Heilanstalt Kalmenhof ermordet 7.9.1943                                           |        | Eintrag auf stolpersteine-hamburg.de |
| Mergellstraße 11 ·                         | Rebecca Rotter geb. Maidanek              | Hier wohnte Rebecca Rotter geb. Maidanek Jg. 1876 abgeschoben 1938 Richtung Polen Zbaszyn ermordet                                                                            |        | Eintrag auf stolpersteine-hamburg.de |
| Moorstraße 7 ·                             | Henny Walzer geb. Blättner                | Hier wohnte Henny Walzer geb. Blättner Jg. 1899 deportiert 1941 Łodz 1942 Chelmno ???                                                                                         |        | Eintrag auf stolpersteine-hamburg.de |
| Moorstraße 7 ·                             | Ludwig Walzer                             | Hier wohnte Ludwig Walzer Jg. 1927 deportiert 1941 Łodz ??? |        | Eintrag auf stolpersteine-hamburg.de |
| Moorstraße 7 ·                             | Moritz Walzer                             | Hier wohnte Moritz Walzer Jg. 1883 Lager Mechelen deportiert 1942 Auschwitz ???                                                                                               |        | Eintrag auf stolpersteine-hamburg.de |
| Moorstraße 7 ·                             | Norbert Walzer                            | Hier wohnte Norbert Walzer Jg. 1926 deportiert 1941 Łodz 1942 Chelmno ??? |        | Eintrag auf stolpersteine-hamburg.de |
| Neue Straße 8 ·                            | Alfred Blumann                            | Hier wohnte Alfred Blumann Jg. 1873 deportiert 1943 Theresienstadt 1944 Auschwitz ermordet                                                                                    |        | Eintrag auf stolpersteine-hamburg.de |
| Neue Straße 50 ·                           | Bertha Themans geb. Seckel                | Hier wohnte Bertha Themans geb. Seckel Jg. 1859 Umzug/Heirat/Holland interniert Westerbork deportiert 1943 Sobibor ermordet 28.5.1943                                         |        | Eintrag auf stolpersteine-hamburg.de |
| Neue Straße 52 ·                           | Toni Neufeld geb. Katzenstein             | Hier wohnte Toni Neufeld geb. Katzenstein Jg. 1867 deportiert 1942 Theresienstadt ermordet in Treblinka                                                                       |        | Eintrag auf stolpersteine-hamburg.de |
| Neue Straße 52 ·                           | Selma Wolff geb. Katzenstein              | Hier wohnte Selma Wolff geb. Katzenstein Jg. 1874 deportiert 1942 Theresienstadt 1942 Treblinka ermordet                                                                      |        | Eintrag auf stolpersteine-hamburg.de |
| Neue Straße 56 ·                           | Hilda Boygen geb. Levy                    | Hier wohnte Hilda Boygen geb. Levy Jg. 1904 abgeschoben 1938 Richtung Polen Zbaszyn ermordet                                                                                  |        | Eintrag auf stolpersteine-hamburg.de |
| Neue Straße 56 ·                           | Isaac Boygen                              | Hier wohnte Isaac Boygen Jg. 1895 ‚Polenaktion‘ 1938 Bentschen/Zbaszyn ermordet im besetzten Polen                                                                            |        | Eintrag auf stolpersteine-hamburg.de |
| Neue Straße 56 ·                           | Sonja Boygen                              | Hier wohnte Sonja Boygen Jg. 1930 abgeschoben 1938 Richtung Polen Zbaszyn ermordet                                                                                            |        | Eintrag auf stolpersteine-hamburg.de |
| Niemannstraße 5–6 ·                        | Suleika Klein                             | Hier wohnte Suleika Klein Jg. 1926 deportiert 1943 Auschwitz ermordet in Bergen-Belsen                                                                                        |        | Eintrag auf stolpersteine-hamburg.de Der Stolperstein liegt direkt gegenüber von Nr. 5 vor Nr. 8. |
| Niemannstraße 5–6 ·                        | Georg Pempe                               | Hier wohnte Georg Pempe Jg. 1907 deportiert 1943 Auschwitz ermordet 11.3.1943                                                                                                 |        | Eintrag auf stolpersteine-hamburg.de Der Stolperstein liegt direkt gegenüber von Nr. 5 vor Nr. 8. |
| Reinholdstraße 28 ·                        | Margarete Bubik                           | Hier wohnte Margarete Bubik Jg. 1921 eingewiesen 1942 Heilanstalt Langenhorn ‚verlegt‘ 25.8.1942 Heilanstalt Ilten ermordet 7.1.1943                                          |        | Eintrag auf stolpersteine-hamburg.de |
| Rieckhoffstraße 1 ·                        | Aron Marcus                               | Hier wohnte Aron Marcus Jg. 1922 deportiert 1941 Łodz ermordet |        | Eintrag auf stolpersteine-hamburg.de |
| Rieckhoffstraße 1 ·                        | Marie Marcus geb. Gross                   | Hier wohnte Marie Marcus geb. Gross Jg. 1885 deportiert 1941 Łodz ermordet |        | Eintrag auf stolpersteine-hamburg.de |
| Rieckhoffstraße 1 ·                        | Salomon Marcus                            | Hier wohnte Salomon Marcus Jg. 1872 deportiert 1941 Łodz ermordet |        | Eintrag auf stolpersteine-hamburg.de |
| Rieckhoffstraße 5 ·                        | Klara Ruth Abosch                         | Hier wohnte Klara Ruth Abosch Jg. 1922 abgeschoben 1938 Richtung Polen Zbaszyn ermordet                                                                                       |        | Eintrag auf stolpersteine-hamburg.de |
| Rieckhoffstraße 5 ·                        | Rachel Rosa Abosch geb. Stapelfeld        | Hier wohnte Rachel Rosa Abosch geb. Stapelfeld Jg. 1895 abgeschoben 1938 Richtung Polen Zbaszyn ermordet                                                                      |        | Eintrag auf stolpersteine-hamburg.de |
| Rieckhoffstraße 5 ·                        | Richard D. Abosch                         | Hier wohnte Richard D. Abosch Jg. 1926 abgeschoben 1938 Richtung Polen Zbaszyn ermordet                                                                                       |        | Eintrag auf stolpersteine-hamburg.de |
| Rieckhoffstraße 5 ·                        | Alfred Findling                           | Hier wohnte Alfred Findling Jg. 1913 verhaftet Sept. 1939 KZ Sachsenhausen ermordet 11.6.1941                                                                                 |        | Eintrag auf stolpersteine-hamburg.de |
| Rieckhoffstraße 5 ·                        | Benjamin Findling                         | Hier wohnte Benjamin Findling Jg. 1916 ausgewiesen 1938 Polen-Zbaszyn ermordet                                                                                                |        | Eintrag auf stolpersteine-hamburg.de |
| Rieckhoffstraße 5 ·                        | Adolf Greif                               | Hier wohnte Adolf Greif Jg. 1887 abgeschoben 1938 Richtung Polen Flucht 1939 Belgien interniert Drancy deportiert 1942 Auschwitz ermordet                                     |        | Eintrag auf stolpersteine-hamburg.de |
| Rieckhoffstraße 5 ·                        | Fanny Greif geb. Muenz                    | Hier wohnte Fanny Greif geb. Muenz Jg. 1893 abgeschoben 1938 Richtung Polen Flucht 1939 Belgien interniert Drancy deportiert 1942 Auschwitz ermordet                          |        | Eintrag auf stolpersteine-hamburg.de |
| Rieckhoffstraße 8 ·                        | Anna Apteker geb. Rotter                  | Hier wohnte Anna Apteker geb. Rotter Jg. 1868 deportiert 1943 ermordet in Auschwitz                                                                                           |        | Eintrag auf stolpersteine-hamburg.de |
| Rieckhoffstraße 8 ·                        | Charles Apteker                           | Charles Apteker Jg. 1941 deportiert 1943 Auschwitz ermordet |        | Eintrag auf stolpersteine-hamburg.de |
| Rieckhoffstraße 8 ·                        | Editha Apteker geb. Goldmann              | Hier wohnte Editha Apteker geb. Goldmann Jg. 1902 deportiert 1943 ermordet in Auschwitz                                                                                       |        | Eintrag auf stolpersteine-hamburg.de |
| Rieckhoffstraße 8 ·                        | Lisette Apteker                           | Hier wohnte Lisette Apteker Jg. 1930 deportiert 1943 ermordet in Auschwitz |        | Eintrag auf stolpersteine-hamburg.de |
| Rieckhoffstraße 8 ·                        | Susanne Apteker                           | Hier wohnte Susanne Apteker Jg. 1934 deportiert 1943 Auschwitz ermordet |        | Eintrag auf stolpersteine-hamburg.de |
| Salzburger Häuser 4 ·                      | Ernst Mammen                              | Hier wohnte Ernst Mammen Jg. 1918 eingewiesen 1918 Rotenburger Anstalten ‚verlegt‘ 1941 Heilanstalt Weilmünster ermordet 30.12.1941                                           |        | Eintrag auf stolpersteine-hamburg.de |
| Sand 12 ·                                  | Julius Poppert                            | Hier wohnte Julius Poppert Jg. 1889 gedemütigt/entrechtet Flucht in den Tod 28.8.1942                                                                                         |        | Eintrag auf stolpersteine-hamburg.de |
| Schloßmühlendamm 10 ·                      | Marie Hoffmann geb. Zuer                  | Hier arbeitete Marie Hoffmann geb. Zuer Jg. 1882 ‚Polenaktion‘ 1938 Bentschen/Zbaszyn ermordet im besetzten Polen                                                             |        | Eintrag auf stolpersteine-hamburg.de |
| Schloßmühlendamm 10 ·                      | Munisch Hoffmann                          | Hier arbeitete Munisch Hoffmann Jg. 1881 ‚Polenaktion‘ 1938 Bentschen/Zbaszyn ermordet im besetzten Polen                                                                     |        | Eintrag auf stolpersteine-hamburg.de |
| Schloßmühlendamm 11 ·                      | Frida Weinthal geb. Mindus                | Hier wohnte Frida Weinthal geb. Mindus Jg. 1870 gedemütigt/entrechtet Flucht in den Tod 19.7.1942                                                                             |        | Eintrag auf stolpersteine-hamburg.de |
| Schloßmühlendamm 11 ·                      | Günther Weinthal                          | Hier wohnte Günther Weinthal Jg. 1923 verhaftet 1942 KZ Fuhlsbüttel entlassen 1943 deportiert 1943 Auschwitz ermordet 22.2.1943                                               |        | Eintrag auf stolpersteine-hamburg.de |
| Schloßmühlendamm 11 ·                      | Max Weinthal                              | Hier wohnte Max Weinthal Jg. 1892 verhaftet 1937 KZ Fuhlsbüttel entlassen 1938 1942 KZ Fuhlsbüttel deportiert 1943 ermordet in Auschwitz                                      |        | Eintrag auf stolpersteine-hamburg.de |
| Schloßmühlendamm 16 ·                      | Anna Weinstein geb. Neufeld               | Hier wohnte Anna Weinstein geb. Neufeld Jg. 1881 deportiert 1941 Łodz ermordet                                                                                                |        | Eintrag auf stolpersteine-hamburg.de |
| Schloßmühlendamm 16 ·                      | Helene Chaja Wellner geb. Freifeld        | Hier wohnte Helene Chaja Wellner geb. Freifeld Jg. 1883 ausgewiesen 1938 Polen – Zbaszyn ermordet                                                                             |        | Eintrag auf stolpersteine-hamburg.de |
| Schloßmühlendamm 16 ·                      | Hermann Wellner                           | Hier wohnte Hermann Wellner Jg. 1912 ausgewiesen 1938 Polen – Zbaszyn ermordet                                                                                                |        | Eintrag auf stolpersteine-hamburg.de |
| Schloßmühlendamm 16 ·                      | Josef Wellner                             | Hier wohnte Josef Wellner Jg. 1913 ausgewiesen 1938 Polen – Zbaszyn KZ Sachsenhausen ermordet 25.5.1942                                                                       |        | Eintrag auf stolpersteine-hamburg.de |
| Schloßmühlendamm 16 ·                      | Samuel Wellner                            | Hier wohnte Samuel Wellner Jg. 1881 ausgewiesen 1938 Polen – Zbaszyn ermordet                                                                                                 |        | Eintrag auf stolpersteine-hamburg.de |
| Schloßmühlendamm 18 ·                      | Hedwig Mamsohn geb. Neufeld               | Hier wohnte Hedwig Mamsohn geb. Neufeld Jg. 1890 deportiert 1942 Izbica ermordet in Sobibor                                                                                   |        | Eintrag auf stolpersteine-hamburg.de |
| Schloßmühlendamm 21 ·                      | Jonny Aljes                               | Hier wohnte Jonny Aljes Jg. 1867 eingewiesen Heilanstalt Lüneburg ‚verlegt‘ 21.5.1941 Hadamar ermordet 21.5.1941 ‚Aktion T4‘                                                  |        | Eintrag auf stolpersteine-hamburg.de |
| Schloßmühlendamm 30 ·                      | Cerline Kristianpoller                    | Hier wohnte Cerline Kristianpoller geb. Jacobsohn Jg. 1873 deportiert 1942 Theresienstadt 1942 Treblinka ermordet                                                             |        | Eintrag auf stolpersteine-hamburg.de |
| Schloßmühlendamm 32 ·                      | Erich Wilhelm Marcus                      | Hier wohnte Erich Wilhelm Marcus Jg. 1911 deportiert 1941 Minsk ermordet ???                                                                                                  |        | Eintrag auf stolpersteine-hamburg.de |
| Schloßmühlendamm 32 ·                      | Grete Marcus geb. Mayer                   | Hier wohnte Grete Marcus geb. Mayer Jg. 1880 deportiert 1941 Minsk ??? |        | Eintrag auf stolpersteine-hamburg.de |
| Schloßmühlendamm 32 ·                      | Julius Marcus                             | Hier wohnte Julius Marcus Jg. 1876 deportiert 1941 Minsk ??? |        | Eintrag auf stolpersteine-hamburg.de |
| Schloßmühlendamm 32 ·                      | Hermann Rosner                            | Hier arbeitete Hermann Rosner Jg. 1897 abgeschoben 1938 Richtung Polen verhaftet 1939 KZ Fuhlsbüttel 1940 KZ Dachau ermordet 1.2.1941                                         |        | Eintrag auf stolpersteine-hamburg.de |
| Schorchtstraße 32 ·                        | Bertha Töpfer                             | Hier wohnte Bertha Töpfer Jg. 1878 deportiert ermordet 1944 Auschwitz |        | Eintrag auf stolpersteine-hamburg.de |
| Schorchtstraße 44 ·                        | Walter Pempe                              | Hier wohnte Walter Pempe Jg. 1905 deportiert 1944 Auschwitz tot 4.5.1945 |        | |
| Schwarzenbergstraße 69 ·                   | Moritz Sachse                             | Hier wohnte Moritz Sachse Jg. 1883 verhaftet 3.12.1938 misshandelt eingewiesen 18.3.1940 ‚Versorgungsheim‘ Farmsen entlassen 8.1.1941 tot an den Folgen                       |        | Eintrag auf stolpersteine-hamburg.de |
| Seevestraße 1 ·                            | Richard Gohert                            | Hier arbeitete Richard Gohert Jg. 1896 Widerstandskämpfer in U-Haft Hamburg ermordet 18.11.1944                                                                               |        | Eintrag auf stolpersteine-hamburg.de Der Stolperstein vor seinem Wohnhaus in Wilstorf (siehe Liste der Stolpersteine in Hamburg-Wilstorf) nennt als Geburtsjahrgang abweichend 1895. Ein weiterer Stolperstein befindet sich in Hamburg-Neustadt.            |
| Seevestraße 1 ·                            | Wilhelm Stein                             | Hier arbeitete Wilhelm Stein Jg. 1895 Widerstandskämpfer hingerichtet 16.6.1944                                                                                               |        | Eintrag auf stolpersteine-hamburg.de Der Stolperstein vor seinem Wohnhaus in Heimfeld (siehe Liste der Stolpersteine in Hamburg-Heimfeld) nennt als Hinrichtungsdatum abweichend den 26.6.1944. Ein weiterer Stolperstein befindet sich in Hamburg-Neustadt. |
| Wetternstieg 4 ·                           | Leo Jacobsohn                             | Hier wohnte Leo Jacobsohn Jg. 1888 deportiert 1945 Theresienstadt tot 26.5.1945                                                                                               |        | Eintrag auf stolpersteine-hamburg.de |
| Wetternstraße 6 ·                          | Marie Jeworek geb. Groth                  | Hier wohnte Marie Jeworek geb. Groth Jg. 1885 eingewiesen 1937 Alsterdorfer Anstalten ‚verlegt‘ 16.8.1943 Heilanstalt Am Steinhof ermordet 24.1.1945                          |        | Eintrag auf stolpersteine-hamburg.de |
| Wilhelmstraße 32 ·                         | Berta Lühmann geb. Lehnasch               | Hier wohnte Berta Lühmann geb. Lehnasch Jg. 1911 eingewiesen 1937 Heilanstalt Langenhorn 'verlegt' 2.11.1943 Heilanstalt Meseritz/Obrawalde ermordet 6.11.1943                |        | Eintrag auf stolpersteine-hamburg.de |
| Wilstorfer Straße Phoenix Tor 4 ·          | Herbert Bittcher                          | Hier arbeitete Herbert Bittcher Jg. 1908 Widerstandskämpfer hingerichtet 22.4.1944 in Brandenburg                                                                             |        | Eintrag auf stolpersteine-hamburg.de Ein weiterer Stolperstein befindet sich in Hamburg-Wilstorf. |
| Wilstorfer Straße Phoenix Tor 4 ·          | Karl Kock                                 | Hier arbeitete Karl Kock Jg. 1908 Widerstandskämpfer hingerichtet 26.6.1944                                                                                                   |        | Eintrag auf stolpersteine-hamburg.de Weitere Stolpersteine befinden sich in Hamburg-Wilstorf und Hamburg-Neustadt. |
| Wilstorfer Straße Phoenix Tor 4 ·          | Willi Milke                               | Hier arbeitete Willi Milke Jg. 1896 Widerstandskämpfer Freitod 12.1.1944 nach Todesurteil                                                                                     |        | Eintrag auf stolpersteine-hamburg.de Ein weiterer Stolperstein befindet sich Eddelbüttelstraße 24 |
| Wilstorfer Straße 43 ·                     | Elfriede Gumprecht geb. Süsskind          | Hier wohnte Elfriede Gumprecht geb. Süsskind Jg. 1888 deportiert 1941 Riga ermordet 2.1.1945 Stutthof                                                                         |        | Eintrag auf stolpersteine-hamburg.de |
| Wilstorfer Straße 43 ·                     | Hanni Gumprecht                           | Hier wohnte Hanni Gumprecht Jg. 1927 deportiert 1941 Riga ermordet Stutthof                                                                                                   |        | Eintrag auf stolpersteine-hamburg.de |
| Wilstorfer Straße 45 ·                     | Erika Piepenbrink                         | Hier wohnte Erika Piepenbrink Jg. 1921 eingewiesen 1942 Heilanstalt Langenhorn ‚verlegt‘ 14.7.1943 Heilanstalt Hadamar ermordet 24.8.1944                                     |        | Eintrag auf stolpersteine-hamburg.de |
| Wilstorfer Straße 45 ·                     | Bernhard Schreiber                        | Hier wohnte Bernhard Schreiber Jg. 1914 im Widerstand/KPD verhaftet 25.7.1934 Zuchthaus Neumünster 1942 Strafbataillon 999 Schicksal unbekannt                                |        | Eintrag auf stolpersteine-hamburg.de |
| Wilstorfer Straße 46 ·                     | Isaak Eduard Falck                        | Hier wohnte Isaak Eduard Falck Jg. 1905 Umzug/Heirat/Holland interniert Westerbork deportiert 1944 ermordet in Auschwitz                                                      |        | Eintrag auf stolpersteine-hamburg.de |
| Wilstorfer Straße 51 ·                     | Chaim Krauthamer                          | Hier wohnte Chaim Krauthamer Jg. 1891 Flucht 1939 Belgien interniert Mechelen deportiert 1942 ermordet in Auschwitz                                                           |        | Eintrag auf stolpersteine-hamburg.de |
| Wilstorfer Straße 51 ·                     | Manfred Krauthamer                        | Hier wohnte Manfred Krauthamer Jg. 1928 deportiert 1942 ermordet in Auschwitz                                                                                                 |        | Eintrag auf stolpersteine-hamburg.de |
| Wilstorfer Straße 51 ·                     | Marion Krauthamer                         | Hier wohnte Marion Krauthamer Jg. 1924 deportiert 1941 Łodz ermordet |        | Eintrag auf stolpersteine-hamburg.de |
| Wilstorfer Straße 51 ·                     | Paja Krauthamer geb. Bartfeld             | Hier wohnte Paja Krauthamer geb. Bartfeld Jg. 1899 Flucht 1939 Belgien interniert Mechelen deportiert 1944 ermordet in Auschwitz                                              |        | Eintrag auf stolpersteine-hamburg.de |
| Wilstorfer Straße 70 ·                     | Helene Maidanek geb. Rosenbaum            | Hier wohnte Helene Maidanek geb. Rosenbaum Jg. 1891 deportiert 1941 Łodz ermordet 25.8.1942                                                                                   |        | Eintrag auf stolpersteine-hamburg.de |
| Wilstorfer Straße 70 ·                     | Herbert Maidanek                          | Hier wohnte Herbert Maidanek Jg. 1920 deportiert 1941 Łodz ermordet 23.8.1942                                                                                                 |        | Eintrag auf stolpersteine-hamburg.de |
| Wilstorfer Straße 70 ·                     | Karl Maidanek                             | Hier wohnte Karl Maidanek Jg. 1889 deportiert 1941 Łodz ermordet 16.3.1942 |        | Eintrag auf stolpersteine-hamburg.de |
| Wilstorfer Straße 76 ·                     | Ester Sroka geb. Feigen                   | Hier wohnte Ester Sroka geb. Feigen Jg. 1900 ‚Polenaktion‘ 1938 Bentschen/Zbaszyn ermordet im besetzten Polen                                                                 |        | Eintrag auf stolpersteine-hamburg.de |
| Wilstorfer Straße 76 ·                     | Moszek Sroka                              | Hier wohnte Moszek Sroka Jg. 1889 ‚Polenaktion‘ 1938 Bentschen/Zbaszyn ermordet im besetzten Polen                                                                            |        | Eintrag auf stolpersteine-hamburg.de |
| Wilstorfer Straße 86 ·                     | Friedrich Kaiser                          | Hier wohnte Friedrich Kaiser Jg. 1876 eingewiesen 1943 Heilanstalt Langenhorn ‚verlegt‘ 122.10.1943 Heilanstalt Meseritz/Obrawalde ermordet 12.11.1943                        |        | Eintrag auf stolpersteine-hamburg.de |